# جورج مونان
جورج مونان (20 يونيو 1910 - 10 يناير 1993) (بالفرنسية: Georges Mounin)‏ لغوي ومترجم وسيميائي فرنسي. نشط في المقاومة الفرنسية والحزب الشيوعي الفرنسي. كتب أيضًا تحت الاسم المستعار جان لو بوشيه (بالفرنسية: Jean Boucher)‏.

## حياته
كان لويس جوليان لو بوشيه ابنا لأب يعمل في صناعة الزجاج. بدأ في استخدام الاسم المستعار «جورج مونان» عام 1943، هربًا من رقابة حكومة فيشي. وهو عضو في الحزب الشيوعي الفرنسي، كما كان ناشطًا في المقاومة الفرنسية.
بصفته لغويًا، كان مونان تلميذًا لأندريه مارتنيه. كتب عن نظرية الترجمة وتاريخ اللغويات والأسلوبية وعلم العلامات.
قام كونراد بيرو (بالفرنسية: Conrad Bureau)‏، وهو طالب سابق لمونان، بتجميع قائمة ببليوغرافيا شاملة لكتاباته تتكون من 950 عنصرًا.

## بعض أعماله
- Problèmes théoriques de la traduction (المسائل النظرية في الترجمة)، 1963.
- Histoire de la linguistique des origines au XXe siecle (تاريخ اللسانيات منذ الأصول إلى القرن العشرين)، 1967
- Dictionnaire de la linguistique (معجم اللِّسانيِّات)، 1974